# 志田愛佳
志田愛佳（日语：／ Shida Manaka，1998年11月23日—）是日本新潟縣出身的模特兒，曾是女子偶像組合櫸坂46成員。

## 經歷
志田於2015年通過欅坂46審查成為一期生。截至自櫸坂46畢業前，志田一直是選拔陣容成員。
2017年末，櫸坂46在第68回NHK紅白歌合戰表演《不協和音》時，志田愛佳因過度呼吸而感到不適，同組合的成員平手友梨奈和鈴本美愉也出現相同症狀，唯三人經在場護理師檢查確認後未有送院就醫。
志田稍後並未有參演櫸坂46出道2週年紀念演唱會，及後她遭娛樂雜誌《週刊文春》爆出在男性友人家中過夜，她此後一直以身體欠佳需休養為由暫停演藝活動，後於同年11月宣佈畢業。
志田於2019年復出並轉型為模特兒，她在同年9月首次以個人名義參演時裝展「GirlsAward 2019 AUTUMN／WINTER」。

## 外部連結
- 志田愛佳的Instagram帳戶
- 志田愛佳的X（前Twitter）